# Sun Tchien-tchien
Sun Tchien-tchien (tradiční čínština: 孫甜甜, pchin-jin: Sūn Tiántián, Sun Tiantian; narozená 12. října 1981, Che-nan, Čínská lidová republika) je čínská profesionální tenistka a olympijská vítězka z Letních olympijských her 2004 ve čtyřhře žen. Ve své dosavadní kariéře vyhrála 1 turnaj WTA ve dvouhře a 12 turnajů ve čtyřhře.
Na Australian Open 2008 zvítězila společně s Nenadem Zimonjićem v soutěži smíšené čtyřhry.

## Finálové účasti na turnajích Grand Slamu

### Smíšená čtyřhra - vítězství (1)
| Rok  | Turnaj          | Partner        | Soupeři ve finále              | Výsledek    |
| 2008 | Australian Open | Nenad Zimonjić | Sania Mirzaová Mahesh Bhupathi | 7–6(4), 6–4 |

## Finálové účasti na turnajích WTA (23)

### Dvouhra - výhry (1)
| Legenda               |
| Kategorie Tier IV (1) |

| Č. | Datum         | Turnaj              | Povrch | Soupeřka ve finále  | Výsledek |
| 1. | 8. říjen 2006 | Taškent, Uzbekistán | tvrdý  | Iroda Tuliaganovová | 6-2, 6-4 |

### Čtyřhra - výhry (12)
| Legenda                     |
| Olympijské hry (1)          |
| Kategorie Tier II (1)       |
| Kategorie Tier III (6)      |
| Kategorie Tier IV (3)       |
| Kategorie Tier V (1)        |
| Kategorie Premier (0)       |
| Kategorie International (0) |

| Č.  | Datum            | Turnaj                | Povrch | Partnerka    | Soupeřky ve finále                               | Výsledek       |
| 1.  | 14. červen 2003  | Vídeň, Rakousko       | antuka | Tching Liová | Čeng Ťie Jen C’                                  | 6-3, 6-4       |
| 2.  | 2. listopad 2003 | Quebec, Kanada        | tvrdý  | Tching Liová | Meilen Tuová Els Callensová                      | 6-3, 6-3       |
| 3.  | 9. listopad 2003 | Pattaya City, Thajsko | tvrdý  | Tching Liová | Angelique Widjajová Wynne Prakusyová             | 6-4, 6-3       |
| 4.  | 22. srpen 2004   | Atény 2004, Řecko     | tvrdý  | Tching Liová | Virginia Ruanová Pascualová Conchita Martínezová | 6-3, 6-3       |
| 5.  | 3. říjen 2004    | Guangzhou, Čína       | tvrdý  | Tching Liová | Ťing Juová Šu-ťing Jangová                       | 6-4, 6-1       |
| 6.  | 1. květen 2005   | Estoril, Portugalsko  | antuka | Tching Liová | Henrieta Nagyová Michaëlla Krajiceková           | 6-3, 6-1       |
| 7.  | 12. únor 2006    | Pattaya City, Thajsko | tvrdý  | Tching Liová | Čeng Ťie Jen C’                                  | 3-6, 6-1, 7-65 |
| 8.  | 7. květen 2006   | Estoril, Portugalsko  | antuka | Tching Liová | María Sánchezová Lorenzová Gisela Dulková        | 6-2, 6-2       |
| 9.  | 1. říjen 2006    | Guangzhou, Čína       | tvrdý  | Tching Liová | Jelena Kostanićová Tošićová Vania Kingová        | 6-4, 2-6, 7-5  |
| 10. | 6. říjen 2007    | Tokio, Japonsko       | tvrdý  | Jen C’       | Čuang Ťia-žung Vania Kingová                     | 1-6, 6-2, 10-6 |
| 11. | 14. říjen 2007   | Bangkok, Thajsko      | tvrdý  | Jen C’       | Ajumi Moritová Džunri Namigatová                 | bez boje       |
| 12. | 9. březen 2008   | Bangalore, Indie      | tvrdý  | Pcheng Šuaj  | Čan Jung-žan Čuang Ťia-žung                      | 6-4, 5-7, 10-8 |

### Čtyřhra - prohry (10)
| Legenda                     |
| Kategorie Tier I (1)        |
| Kategorie Tier II (1)       |
| Kategorie Tier III (4)      |
| Kategorie Tier IV (3)       |
| Kategorie International (1) |

| Č.  | Datum           | Turnaj                         | Povrch | Partnerka       | Vítězky                              | Výsledek       |
| 1.  | 12. říjen 2003  | Taškent, Uzbekistán            | tvrdý  | Tching Liová    | Taťána Pučeková Julia Bejgelzimerová | 6-3, 7-60      |
| 2.  | 22. únor 2004   | Hajdarábád, Indie              | tvrdý  | Tching Liová    | Sania Mirzaová Liezel Huberová       | 7-61, 6-4      |
| 3.  | 12. únor 2005   | Hajdarábád, Indie              | tvrdý  | Tching Liová    | Čeng Ťie Jen C’                      | 6-4, 6-1       |
| 4.  | 4. březen 2006  | Dauhá, Katar                   | tvrdý  | Tching Liová    | Ai Sugijamaová Daniela Hantuchová    | 6-4, 6-4       |
| 5.  | 15. duben 2007  | Charleston, USA                | antuka | Pcheng Šuaj     | Čeng Ťie Jen C’                      | 7-5, 6-0       |
| 6.  | 26. květen 2007 | Štrasburg, Francie             | antuka | Alicia Moliková | Čeng Ťie Jen C’                      | 6-3, 6-4       |
| 7.  | 17. červen 2007 | Birmingham, Spojené království | tráva  | Meilen Tuová    | Čeng Ťie Jen C’                      | 7-63, 6-3      |
| 8.  | 30. září 2007   | Guangzhou, Čína                | tvrdý  | Vania Kingová   | Jen C’ Pcheng Šuaj                   | 6-3, 6-4       |
| 9.  | 21. září 2008   | Guangzhou, Čína                | tvrdý  | Jen C’          | Maria Korytcevová Taťána Pučeková    | 6-3, 4-6, 10-8 |
| 10. | 20. září 2009   | Guangzhou, Čína                | tvrdý  | Kimiko Dateová  | Olga Govorcovová Taťána Pučeková     | 3-6, 6-2, 10-8 |

## Fed Cup
Tchien-tchien Sunová se zúčastnila 19 zápasů ve Fed Cupu za tým Číny s bilancí 8-6 ve dvouhře a 8-4 ve čtyřhře.

## Postavení na žebříčku WTA na konci sezóny

### Dvouhra
| Rok    | 2000 | 2001   | 2002   | 2003   | 2004   | 2005   | 2006  | 2007   | 2008   |
| Pořadí | 364. | ▼ 372. | ▲ 228. | ▲ 141. | ▲ 118. | ▲ 104. | ▲ 81. | ▼ 232. | ▼ 282. |

### Čtyřhra
| Rok    | 2001 | 2002   | 2003  | 2004  | 2005  | 2006  | 2007  | 2008  |
| Pořadí | 219. | ▲ 184. | ▲ 48. | ▲ 28. | ▼ 36. | ▲ 30. | ▲ 16. | ▼ 33. |